# Lysiteles hongkong
Lysiteles hongkong là một loài nhện trong họ Thomisidae.
Loài này thuộc chi Lysiteles. Lysiteles hongkong được miêu tả năm 1997 bởi Da-xiang Song, Zhu & Wu.